# Stalag VIII-B
Le Stalag VIII-B, renuméroté Stalag-344 par la suite, est un camp de prisonniers de guerre de la Seconde Guerre mondiale.
Il est situé dans la ville de Lamsdorf (actuelle Łambinowice) en Silésie.
Le camp occupe initialement des casernes construites pour accueillir des prisonniers britanniques et français de la Première Guerre mondiale. À ce même endroit, il y avait eu un camp de prisonniers pendant la guerre franco-allemande de 1870.
L'écrivain italien Mario Rigoni Stern y fut emprisonné un mois en mai 1944 (cf. Amore di confine).